# Erinnerungsort Torgau. Justizunrecht - Diktatur - Widerstand

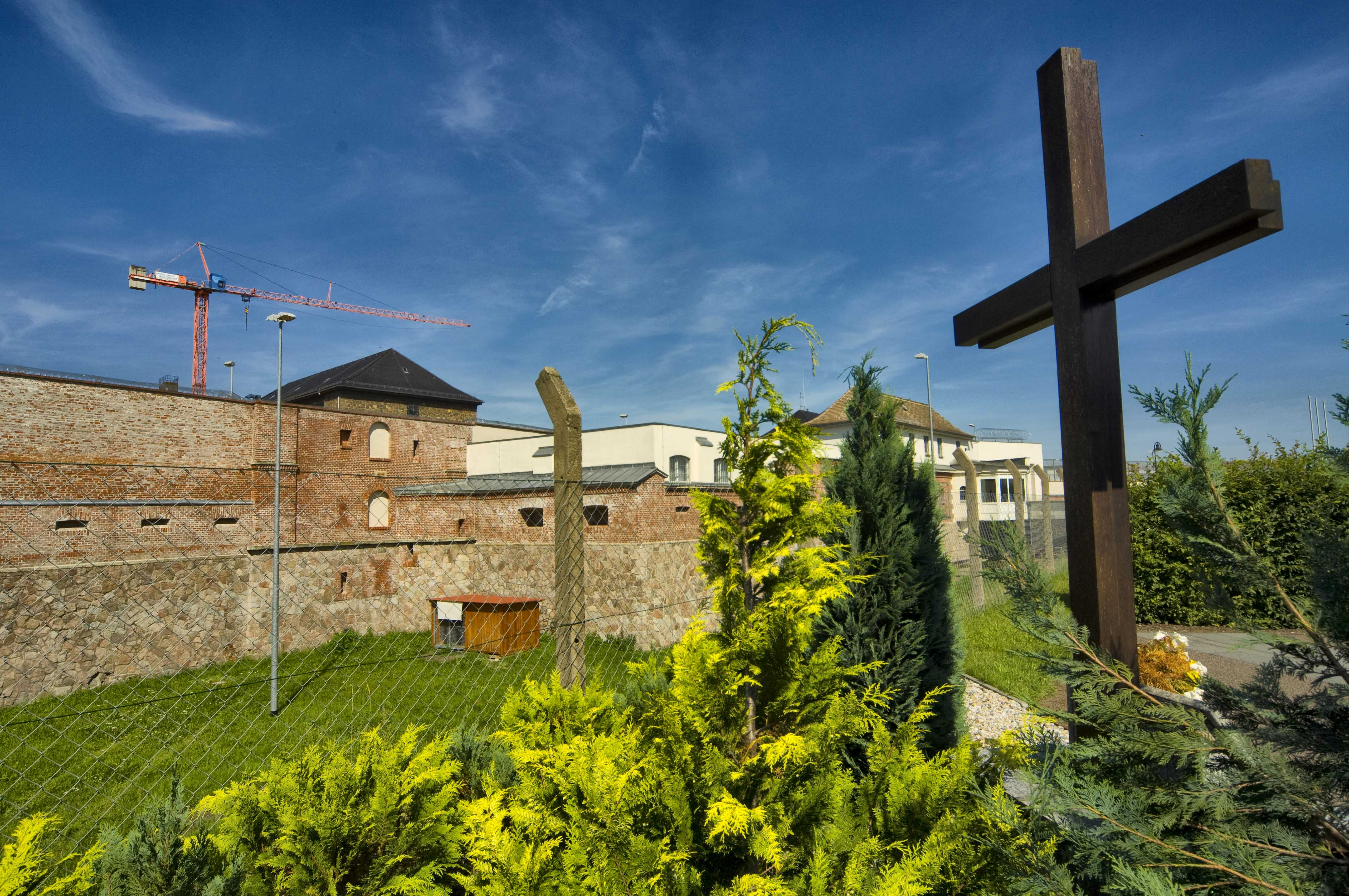
Fort Zinna (2011)

Der Erinnerungsort Torgau. Justizunrecht – Diktatur – Widerstand (ehemals DIZ), Arbeitsstelle der Stiftung Sächsische Gedenkstätten zur Erinnerung an die Opfer politischer Gewaltherrschaft, ist eine Gedenkstätte in Sachsen. Der Erinnerungsort Torgau dokumentiert die und informiert über die Geschichte der Torgauer Haftstätten während der Zeit des Nationalsozialismus, der sowjetischen Besatzung und der DDR.

## Geschichte

### Historischer Ort

#### Zentrale des NS-Wehrmachtstrafsystems
In Torgau befanden sich mit Fort Zinna und Brückenkopf zwei der insgesamt acht Militärgefängnisse der Wehrmachtsjustiz. Zwischen 1936 und 1939 wurde Fort Zinna zum größten und modernsten Gefängnis der Wehrmacht ausgebaut. In beiden Gefängnissen wurden von Militärgerichten wegen Wehrdienst- oder Befehlsverweigerung, Desertion, „Wehrkraftzersetzung“, „Feindbegünstigung“ und „Spionage“ sowie wegen krimineller Delikte verurteilte Soldaten inhaftiert. Unter den Insassen waren zudem Kriegsgefangene und Angehörige des Widerstandes sowie für die Wehrmacht zwangsrekrutierte ausländische Staatsbürger.
Im März 1941 bestimmte das Oberkommando des Heeres (OKH) das Gefängnis Fort Zinna zur Überprüfungsstelle für zum „Bewährungseinsatz“ Verurteilte. Ein Jahr später ordnete das Oberkommando der Wehrmacht (OKW) die Aufstellung der Feldstraflager I und II in Torgau an. Im August 1943 wurde zudem das Reichskriegsgericht, die höchste Instanz der Wehrmachtjustiz, von Berlin in die Zieten-Kaserne nach Torgau verlegt. Während des Krieges verhängte dieses knapp 1400 Todesurteile, von denen 1200 vollstreckt wurden. Die Gesamtzahl der Hinrichtungen in Torgau lässt sich nachträglich nicht mehr exakt ermitteln; aus den unvollständigen Unterlagen lässt sich aber zumindest die Erschießung von mindestens 197 verurteilten Wehrmachtangehörigen belegen. Die tatsächliche Zahl an Hinrichtungsopfern dürfte indes weit höher sein. Erst mit dem Aufeinandertreffen sowjetischer und amerikanischer Truppen am 25. April 1945 wurde das Wehrmachtstrafsystem in Torgau beendet.

#### Sowjetische Speziallager
Nach dem Ende des Zweiten Weltkrieges richtete die sowjetische Geheimpolizei NKWD in Torgau zwei Speziallager ein.
In dem im August 1945 im Fort Zinna eingerichteten Speziallager Nr. 8 wurden mehrheitlich Mitglieder der NSDAP oder anderen NS-Organisationen sowie Kriegsgefangene ohne Urteil interniert. Als Grund für die Internierung reichte zumeist die bloße Mitgliedschaft in den entsprechenden Organisationen oder eine Denunziation aus. Die Insassen wurden unter völliger Isolation gehalten; Angehörige erhielten keine Auskunft über ihren Verbleib oder Tod. Bis Ende 1945 füllte sich das für 1000 Gefangene konzipierte Fort Zinna mit rund 7500 Gefangenen, die im Zellenbau und notdürftig errichteten Baracken innerhalb der Festung untergebracht wurden. Im März 1946 zog das Lager in die benachbarte Seydlitz-Kaserne (Speziallager Nr. 10) um und wurde im Januar 1947 durch Verlegung der Gefangenen in die Speziallager Nr. 2 Buchenwald und Nr. 1 Mühlberg/Elbe aufgelöst.
Unter der Bezeichnung Speziallager Nr. 10 wurde das Fort Zinna von Mai 1946 bis Oktober 1948 weiterhin betrieben. Ab Herbst 1946 diente es vornehmlich als Zwischenlager für sowjetische SMT-Verurteilte. In rechtsstaatswidrigen Verfahren wurden sie wegen Kollaboration mit den Deutschen, Desertion oder krimineller Delikte zu fünf bis 25 Jahren Arbeitslager verurteilt und für die Deportation in die UdSSR vorgesehen. Die Hälfte aller Deportationen über Speziallager in die UdSSR wurde auf diese Weise über Torgau vollzogen. Unter den verurteilten deutschen Staatsbürgern befanden sich weniger Kriegsverbrecher oder aktive Nationalsozialisten als vielmehr Menschen, die Widerstand gegen die sowjetische Nachkriegspolitik leisteten oder dessen verdächtigt wurden.
Nach sowjetischen Angaben sind zwischen 1945 und 1948 800 bis 850 Menschen in den Torgauer Lagern umgekommen. Nahezu alle von ihnen starben an physischer Auszehrung oder Tuberkulose infolge der unzureichenden Lebensmittelrationen und medizinischen Versorgung. Weitere Häftlinge starben nach ihrer Deportation in die Sowjetunion.

#### Gefängnis der DDR-Volkspolizei
Zwischen 1950 und 1990 diente Fort Zinna als Strafvollzugsanstalt der DDR-Volkspolizei. Zu den ersten Inhaftierten gehörten Gefangene der sowjetischen Speziallager nach deren Auflösung. In den 1950er und 1960er Jahren wurden zudem von der DDR-Justiz verurteilte Gegner der SED-Politik in Torgau gefangen gehalten. Erst später überwog der Anteil wegen krimineller Delikte verurteilter Personen. Bis 1975 wurden im Haftgebäude Fischerdörfchen, ab 1963 im Fort Zinna auch jugendliche Straftäter inhaftiert. Daneben verbüßten auch Gefangene, die wegen „ungesetzlichen Grenzübertritts“ oder anderer „Verbrechen gegen die DDR“ verurteilt worden waren, ihre Strafen in Torgau. Der Haftalltag war durch ein hohes Arbeitspensum, Kontrollen und Schikanen sowie Bespitzelungen von Mithäftlingen und Strafvollzugsangehörigen geprägt. Die baulichen und hygienischen Zustände des überbelegten Gefängnisses blieben bis zu seinem Ende mangelhaft, sodass Gefangene im Herbst 1989 gegen diese Missstände aufbegehrten. Seit der Wiedervereinigung 1990 ist die frühere Strafvollzugseinrichtung Torgau eine Justizvollzugsanstalt des Freistaats Sachsen.

### Gedenkstätte
Der Förderverein Dokumentations- und Informationszentrum (DIZ) Torgau wurde Juni 1991 gegründet, mit dem Ziel, die Geschichte der Torgauer Haftstätten während des Nationalsozialismus, der sowjetischen Besatzungszeit und der DDR zu dokumentieren. Seit 1998 wird dieser zu gleichen Teilen vom Bund und vom Freistaat Sachsen gefördert, und seit 1999 arbeitet es unter dem Dach der Stiftung Sächsische Gedenkstätten zur Erinnerung an die Opfer politischer Gewaltherrschaft. Da der zentrale Haftort Fort Zinna als Justizvollzugsanstalt Torgau des Freistaats Sachsen genutzt wird, befindet sich das DIZ Torgau mit seiner zwischen September 1996 und Mai 2004 in drei Teilen fertiggestellten Dauerausstellung „Spuren des Unrechts“  nicht dort, sondern im nahegelegenen Schloss Hartenfels. Im Zuge der Neugestaltung der Dauerausstellung (2024) erfolgte eine Namensänderung von Dokumentation- und Informationszentrum zu Erinnerungsort Torgau. Justizunrecht – Diktatur – Widerstand.